# トクスンの戦い
トクスンの戦い（中国語:托克逊战役）は、1933年7月に発生した戦いである。ホージャ・ニヤーズというウイグル人の指導者が自らの軍で盛世才の政府を倒した。達坂城区を通過して行軍し、トクスンを占領した。トクスンで回民軍将軍馬世明はホージャ・ニヤーズ軍に勝利した。